# James Starley

Monument ter ere van James Starley in Coventry, Engeland

James Starley (Albourne (Mid Sussex), 21 april 1830 - Coventry, 17 juni 1881) was een Britse uitvinder en industrieel. Hij wordt wel de 'vader van de Britse fietsindustrie' genoemd.
Starley was een boerenzoon. Nadat hij van huis was weggelopen vestigde hij zich eerst in Lewisham en later in de industriestad Coventry, waar hij werkte als tuinman en klokkenmaker, maar later ook fietsen en driewielers ging produceren. Starley was een van de oprichters van het Cycle Components Ltd. dat bekend werd van het motorfietsmerk Ariel. Zijn zoon William Starley en zijn neef John Kemp Starley zouden hier aan de basis van het automerk Rover staan. Rond 1850 trouwde hij met Jane Todd.
Nadat hij voor zijn werkgevers echtgenote een naaimachine had gerepareerd en zelfs verbeterd, bracht deze hem in contact met de maker van de machine, Josiah Turner, die Starley eerst in dienst nam, maar rond 1861 samen met hem een naaimachinefabriek begon.
Nadat Turners neef een Franse fiets (een 'boneshaker') had meegebracht begon het bedrijf in 1868 vélocipèdes te produceren. Deze hadden nog niet de extreme verschillen in wieldiameter zoals de latere hoge bi (die in Engeland 'Penny Farthing' heette). Deze Penny Farthings ging Starley later samen met William Hillman produceren onder de naam Ariel. Dit waren de eerste fietsen met draadspaken. De draadspaken werden in 1874 gepatenteerd.
Door stuurproblemen met de geproduceerde driewielers vond James Starley in 1877 ook nog het (open) differentieel uit, dat in veel driewielige fietsen werd toegepast en later 'op het schap lag' toen de eerste automobielen op de markt kwamen.